# 平善棟
平善棟（？—829年7月26日），日本平安時代前期賜姓皇族。桓武天皇皇孫葛原親王二王子。兄弟是平高棟、高見王（平高望之父）。最高官位從四位下。

## 經歷
天長2年（825年）、叙爵從四位下。同年與兄長平高棟被臣籍降下賜姓平氏。4年後，在天長6年（829年）去世。他的子孫記錄不詳。